# Чичерюкин-Мейнгардт, Владимир Григорьевич
Владимир Григорьевич Чичерюкин-Мейнгардт (род. 10 августа 1960, Москва, СССР) — российский историк, специалист в области истории Гражданской войны в России, военно-политической истории Белой эмиграции, генеалогии российского дворянства, краеведения. Кандидат исторических наук, доцент кафедры истории России новейшего времени Историко-архивного института Российского государственного гуманитарного университета. Автор свыше 100 научных работ, в том числе четырёх монографий. Член редколлегий исторического альманаха «Белая Гвардия» и журнала «Посев».

## Биография
Родился в Москве (10.08.1960). Окончил среднюю школу (1977), исторический факультет Московского государственного заочного педагогического института (1985).
С 1985 по 2005 год работал учителем в школах города Москвы. За достижения в педагогической деятельности награждён медалью «В память 850-летия основания Москвы» (1998).
В 1989–1993 годы – учёба в заочной аспирантуре МГЗПИ.
В 2001 году в Московском педагогическом государственном университете защитил диссертацию на соискание учёного звания кандидата исторических наук на тему «Русские эмигрантские воинские организации, 1920–40-е годы» (специальность 07.00.02 – Отечественная история).
С 2006 года – работа в Российском государственном гуманитарном университете (в Методическом управлении; на кафедре истории России новейшего времени Историко архивного института РГГУ: старший преподаватель, доцент).
Автор четырёх монографий (одна из которых выдержала два издания) и свыше 100 публикаций по истории Русского Зарубежья, Гражданской войны, генеалогии.
Член редколлегии исторического альманаха «Белая Гвардия» (редактор отдела истории Белого движения в Зарубежье) и редколлегии журнала «Посев».
Действительный член Историко-родословного общества в Москве.

## Научные труды

### Монографии
- Чичерюкин-Мейнгардт В. Г. Кому наследует власть РФ? Проблема легитимности и преемственности в Российской Федерации. — М.: Пробел-2000, 2005. — 126 с. — ISBN 5-98604-049-X
  - То же. Изд. 2-е. 2015. — ISBN 978-5-98604-214-5
- Чичерюкин-Мейнгардт В. Г. Дроздовцы после Галлиполи. — М.: Рейтар, 2002. — 103 с. — ISBN 5-8067-0001-1
  -     - Рец. на монографию: Иоффе Г. З. Рец. на кн. // Архивная копия от 23 декабря 2018 на Wayback Machine Новый исторический вестник. 2004. № 2 (14).
- Чичерюкин-Мейнгардт В. Г. Воинские организации Русского Зарубежья после Второй мировой войны. — М.: Гриф и Ко, 2008. — 168 с. — ISBN 978-5-903011-34-6
- Чичерюкин-Мейнгардт В. Г. (в соавторстве). Русский исход. (Историко-литературная серия «Перекрёстки истории».) — М.: Дрофа, 2009. — 416 с. — ISBN 978-5-358-06147-7
- Чичерюкин-Мейнгардт В. Г. По следам дроздовцев. — М.: Посев, 2016. — 159 с. — ISBN 978-5-906569-11-0
- Чичерюкин-Мейнгардт В. Г. Некрополь русской воинской эмиграции. — М.: Традиция, 2019. — 224 с. — ISBN 978-5-6042318-4-5
  - Рец. на кн.: Черёмухин Вячеслав. Незабытые, но ушедшие, Или несколько слов о книге Чичерюкина-Мейнгардта // Посев. 2020. № 4 (1705). С. 63—64.
- Мейнгардт В. Г. Очерки по истории русской военной эмиграции. — М.: Квадрига, 2020. — 188 с. — ISBN 978-5-91791-342-1

### Избранные статьи
- Чичерюкин-Мейнгардт В. Г. Русский воинский некрополь в Праге // Русское прошлое: Историко-документальный альманах. — СПб.: 1998. — Кн. 8. С. 338—356.
- Чичерюкин-Мейнгардт В. Г. Гегелашвили Соломон Давидович (1885—1972) // Новый исторический вестник. 2003. № 1. С. 134—138.
- Чичерюкин-Мейнгардт В. Г. Лохвицкий Николай Александрович (1867—1935) // Новый исторический вестник. 2003. № 1. С. 178—181.
- Чичерюкин-Мейнгардт В. Г. Альмендингер Владимир Вильгельмович (1895—1975) // Новый исторический вестник. 2004. № 2 (11). С. 202—205.
- Чичерюкин-Мейнгардт В. Г. Манштейн Владимир Владимирович (1894—1928) // Новый исторический вестник. 2004. № 2 (11). С. 223—227.
- Чичерюкин-Мейнгардт В. Г. Миловидов Пётр Филиппович (1896—1974) // Новый исторический вестник. 2004. № 2 (11). С. 228—235.
- Чичерюкин-Мейнгардт В. Г. Харжевский Владимир Григорьевич (1892—1981) // Новый исторический вестник. 2004. № 2 (11). С. 236—244.
- Чичерюкин-Мейнгардт В. Г. К изучению мотивации социального поведения военспецов в годы Гражданской войны (на примере биографии генерала В. И. Селивачева) // Вестник РГГУ. Серия Исторические науки. История России. 2014. № 19 (141). С. 173—182. Архивная копия от 14 февраля 2019 на Wayback Machine
- Чичерюкин-Мейнгардт В. Г. Уцелевшие // Посев. 2010. № 8. С. 36—41.
- Чичерюкин-Мейнгардт В. Г. Памяти Ю. С. Цурганова // Посев. 2018. № 8 (1691). С. 442–247.

## Увлечения
- Коллекционирование дореволюционных почтовых открыток военной тематики;
- Создание военно-исторических миниатюр из пластилина[11].